# Jabrill Peppers
Jabrill Ahmad Peppers (East Orange, Nueva Jersey, 4 de octubre de 1995) más conocido como Jabrill Peppers, es un jugador profesional estadounidense de fútbol americano que se desempeña en la posición de safety en New England Patriots, equipo de la National Football League (NFL).

## Carrera
Fue seleccionado en la primera ronda en la Reunión Anual de Selección de Jugadores de la NFL de 2017. Hizo su debut profesional con el equipo Cleveland Browns, en el cual jugó dos temporadas (2017-2019), después pasó a New York Giants (2019-2022), luego a New England Patriots, donde lleva jugando dos temporadas.